# Prix de l'Ordre Jabotinsky
Le Prix de l'Ordre Jabotinsky est une distinction octroyée par l'État d'Israël aux personnes ayant travaillé à la diffusion des idées de Vladimir Jabotinsky et de sa vision.

## Création de l'ordre
L'Ordre fut établi en 1955 et fonctionne selon une constitution adoptée lors de sa deuxième conférence nationale en 1959. La constitution peut être changée seulement par une majorité de 75 % des participants au congrès national des membres de l'ordre. Depuis le début des années 2000, les femmes sont maintenant admises dans l'Ordre.

## Prix et subventions
Tous les deux ans, l’ordre décerne le « Prix Jabotinsky de la littérature et de la recherche » dans les domaines de la philosophie, de la recherche et de la littérature, ou plus largement pour la promotion de la vision de Jabotinsky.
Chaque année, l'Ordre décerne un Lifetime Achievement Award. Ainsi que des bourses pour les étudiants des écoles et des étudiants sur leur travail sur des sujets nationaux

## Personnes distinguées
- Abba Ahimeir
- Yigaël Yadin
- Yaakov Orland
- Uzi Narkiss
- Iddo Netanyahu (frère de Benjamin Netanyahu)
- Naomi Shemer
- Herzl Rosenblum
- Ephraim Kishon
- Uri Milstein
- Yehuda Zvi Blum
- Isaac Ramba
- Jeremiah Halpern
- Jerry Falwell [1],[2]
- Hart N. Hasten [3]
- Nathan George Horwitt[réf. souhaitée]
- Paul S. Riebenfeld
- William R. Perl (en) [4]
- Roberta Peters
- Avraham Soltes [5]
- Esther Untermeyer [6]
- Leon Uris [2]
- Elie Wiesel [2]